# アルバの聖母
『アルバの聖母』（アルバのせいぼ、（伊: Madonna d'Alba, 英: Alba Madonna））は、盛期ルネサンスの画家ラファエロ・サンティが、1510年に描いた絵画。

## 概要
聖母マリアと幼児キリスト、幼児洗礼者聖ヨハネを典型的なイタリアの田園風景を背景に描いた作品である。ヨハネはキリストに向けて十字架を掲げ、キリストはその十字架を握りしめており、そしてマリアも含めて描かれている三人全員が十字架を見つめている。絵画構成としては、三人の人物がすべて画面左に集められているが、画面右に向けられたマリアの左腕と波打つマリアの上着とが作品全体のバランスをとっている。
『アルバの聖母』は、ノーチェラ・ディ・パガーニのオリヴェターニ教会への献上用にパオロ・ジョヴィオがラファエロに依頼した作品だった。その後、18世紀中にはスペイン貴族のアルバ家が所有していたことから『アルバの聖母』と呼ばれるようになった。1836年にロシア皇帝ニコライ1世が、サンクトペテルブルクのエルミタージュ美術館の前身である王室コレクションの目玉作品として購入した。さらにおよそ1世紀後のロシア革命で成立したソヴィエト政府が、財政難からエルミタージュ美術館所蔵の絵画作品を秘密裏に諸外国へ売却し、『アルバの聖母』もこのときにアメリカ人実業家アンドリュー・メロンが購入した作品である。大富豪で美術品コレクターでもあったメロンは、新たな美術館ナショナル・ギャラリー・オブ・アートの建設費用を遺贈し、さらに自身の絵画コレクションを新設されるナショナル・ギャラリー・オブ・アートへ寄付した。それ以来『アルバの聖母』はワシントン D.C. のナショナル・ギャラリー・オブ・アートが所蔵している。
もともと『アルバの聖母』は円形の板に油彩で描かれた板絵だったが、エルミタージュ美術館に所蔵されていた19世紀初めに正方形のキャンバスへと移植された。これは、もともとの支持体であった板の中央と右側に大きな亀裂が入っていたことによる。キャンバスに移植された現在でも、背景の風景画部分の最右側に移植の過程で損傷したと見られる跡が残っている。